# Hilding Nyström
Olof Hilding Waldemar Nyström, född 26 november 1921 i Hangö, död 1 juni 2018 i Hangö var en finländsk bankman och författare. 
Nyström blev politices licentiat 1954. Han var socialchef vid Ab Pojoviks Klädesfabrik 1949–1952 och avdelnings-, arkiv- och museichef vid Nordiska föreningsbanken 1952–1986. Han utgav 1985–1994 fem volymer (ny, reviderad och utvidgad upplaga 2009) på dagböcker baserade minnen från fortsättningskriget i Infanteriregemente 61, illustrerade med teckningar av brodern Viking Nyström. Om sina upplevelser i bankvärlden och efterkrigstidens Helsingfors berättade han i boken Gräsrot bland toppar. Av honom har ytterligare utkommit den faktabaserade romanen Tyst som muren: rysk militärbas svarar inte (2007).